# Costa del Sol
Costa del Sol (v překladu Slunečné pobřeží nebo přesněji Pobřeží Slunce) je přímořský region v jižním Španělsku, v autonomním společenství Andalusie, který se skládá z pobřežních měst a obcí podél Středozemního pobřeží provincie Málaga a na východním okraji provincie Cádiz.
Costa del Sol se nachází mezi dvěma méně známými pobřežními oblastmi – Costa de la Luz a Costa Tropical. Dříve se zde nacházela řada malých rybářských osad, ale dnes je region turistickou destinací světového významu.